# Olomouc

Logo

Olomouc (pronuncia /ˈɔlɔmɔu̯ʦ/; in tedesco Olmütz, in polacco Ołomuniec, in ungherese Alamóc, in latino Iuliomontium) è una città universitaria della Moravia nella Repubblica Ceca, capitale della Regione di Olomouc (in ceco Olomoucký kraj). È bagnata dal fiume Morava.

## Storia

### Origini
Olomouc occupa oggi il luogo su cui sorgeva un Castrum romano fondato in età imperiale, il cui nome originario era Iuliomontium, o Mons Julii, che venne gradualmente modificato dalla lingua locale alla forma attuale. Quello che un tempo era solo una leggenda, è però stato confermato da recenti scavi che hanno ravvisato la presenza di un forte romano presente al tempo delle Guerre marcomanniche.

### Ascesa medievale

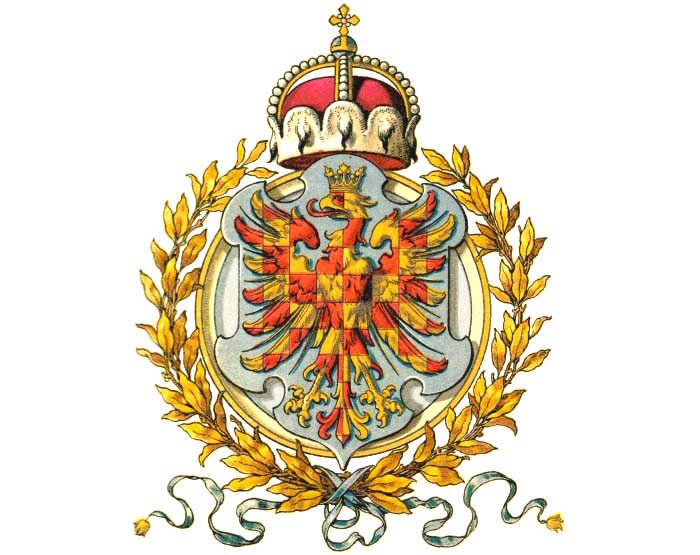
Stemma del Margraviato di Moravia.

Già prima del IX secolo Olomouc divenne un importante fortilizio dell'impero della Grande Moravia, ma le prime fonti scritte compaiono solo dal 1019. Nel 1021 divenne sede del governo dei Přemislidi, quindi capitale della regione della Moravia.
Verso la metà dell'XI secolo con lo smembramento della Grande Moravia, la Moravia viene divisa in tre principati distinti, ognuno dei quali, di discendenza dei Přemislidi, era indipendente e soggetto solo al Regno di Boemia. Sedi di questi governanti, e quindi "capitali" di questi territori erano le città-castello di Brno, Olomouc, e Znojmo. Nel 1063 Olomouc venne elevata al rango di Diocesi di tutta la Moravia, ricavandone il territorio da quella di Praga.
Nel 1182, venne creato il Margraviato di Moravia dall'imperatore Federico Barbarossa unendo i tre principati, e il potere politico venne assegnato a Corrado II, figlio del principe Corrado di Znojmo. Corrado II elesse a capitale del nuovo stato equamente le città di Brno e Olomouc, anche se Znojmo deteneva comunque un ruolo importante. Fino alla metà del XVII secolo infatti la Moravský Zemský Snem, Dieta della Moravia; le Moravské Zemské desky, Catasto della Moravia e la Moravský Zemský soud, Corte di Giustizia, erano tenute, secondo delle sedute alterne, in ambedue le città. Tuttavia, Brno era la sede ufficiale dei Margravi, alloggiati allo Spielberg, e Olomouc la sede della Diocesi cattolica di Moravia.
Nel 1242 la città venne raggiunta e minacciata dai Tartari, ma eroicamente Venceslao I di Boemia riuscì a fermarli, senza tuttavia salvare la Moravia. In seguito incentivò lo stabilirsi nel Regno di Boemia, e quindi anche ad Olomouc, di mercanti germanici.
Nel 1306 il re Venceslao III si fermò qui durante la sua spedizione in Polonia, dove intendeva battersi con Ladislao I per reclamare i propri diritti sulla corona polacca, ma venne assassinato e con la sua morte la dinastia dei Přemyslid si estinse.

### Guerre hussite
Nel 1454 la città espulse la popolazione ebraica, come già avvenuto in Spagna e Portogallo. Quando il re di Boemia Giorgio di Poděbrady adottò la fede Hussita, suo genero Mattia Corvino, re d'Ungheria, nel 1468, diede inizio alla cosiddetta guerra di Boemia, atta a riportare la Boemia al Cattolicesimo. L'invasione vide l'annessione della Moravia all'Ungheria, senza tuttavia conquistare Praga. Nel 1469, Mattia Corvino si autoproclamò re di Boemia a Olomouc (di fatto anti-re). Quando Poděbrady morì, nel 1471, la guerra di Boemia venne continuata dal suo successore Ladislao II fino a quando, il 2 aprile 1479, in città venne firmato dai due re di Boemia la cosiddetta pace di Olomouc. Alla morte di Mattia Corvino nel 1490 Ladislao II gli succede come re di Boemia e d'Ungheria.
Olomouc contenne sempre una gran parte della popolazione di origine germanica, che insieme alla forte Diocesi la fece restare fedele alla Chiesa cattolica contro quella Hussita. Dal 1566, infatti, la città divenne un'importante base dei Gesuiti che vi fondarono nel 1573 il Collegium Nordicum, importante Collegio di livello universitario.

### XVII e XVIII secolo

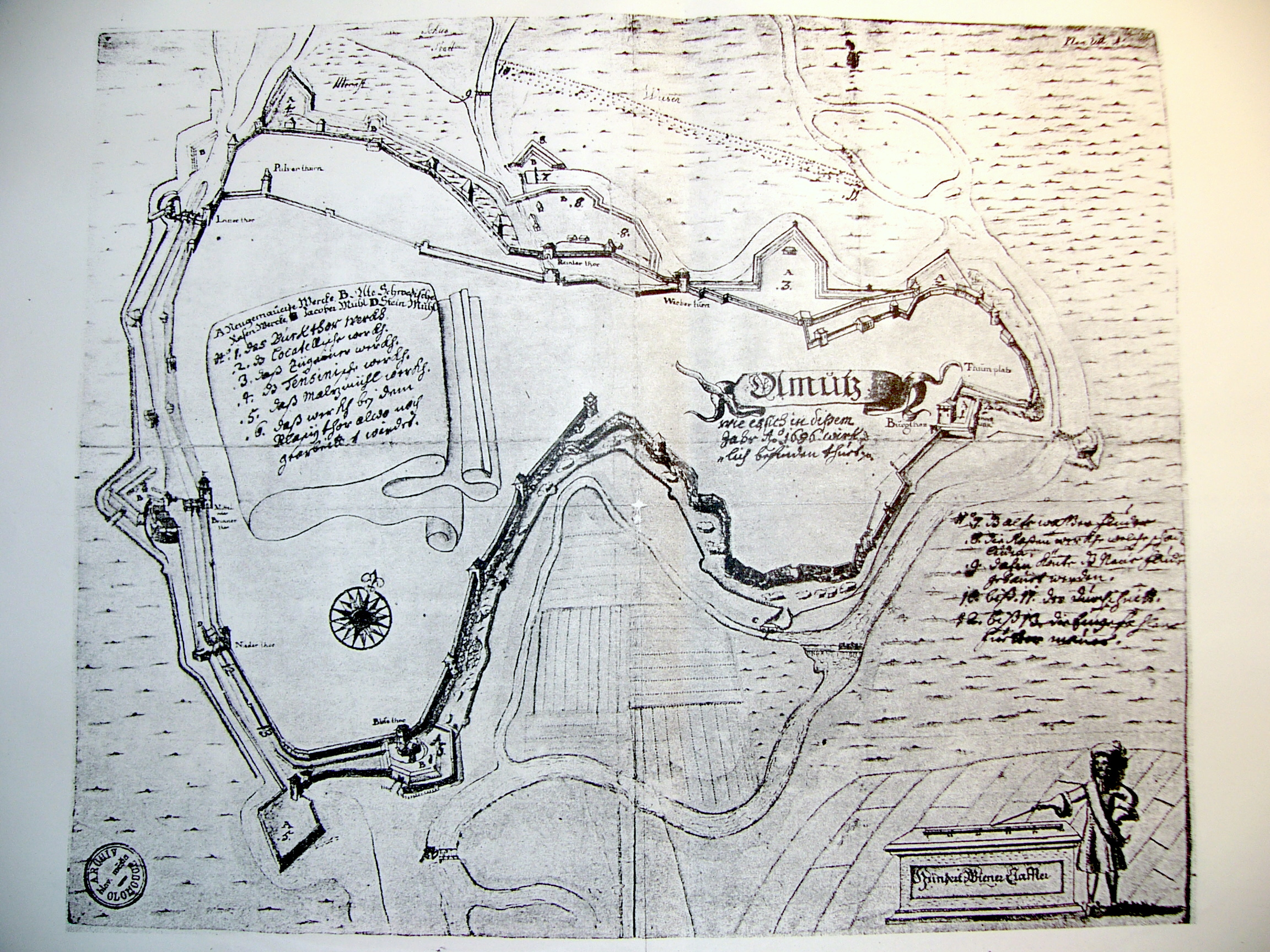
La pianta della città nel 1686.

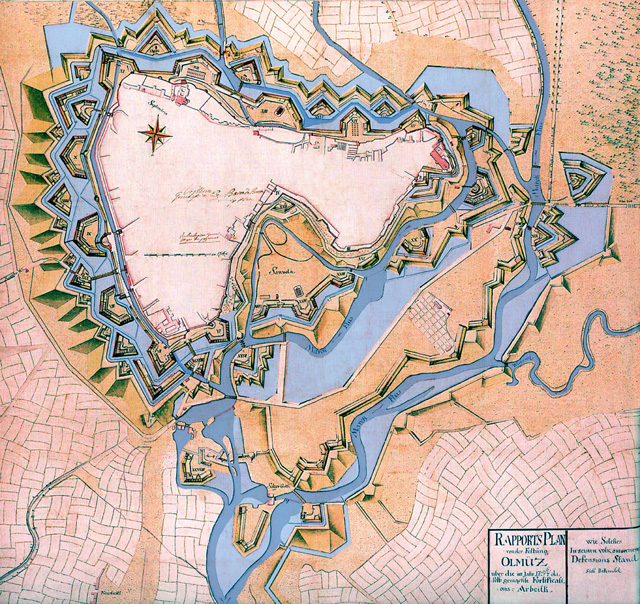
La pianta della città nel 1757, con le fortificazioni austriache.

Durante la Guerra dei Trent'anni, l'avvicinarsi delle armate svedesi imposero, nel 1641, il trasferimento a Brno di tutte le funzioni governative, e l'anno dopo Olomouc venne occupata dalla Svezia che la tenne per otto anni. Essi lasciarono la città in rovina e la capitale restò a Brno.
Olomouc venne fortificata come cittadella bastionata da Maria Teresa d'Asburgo fra il 1742 e il 1754. Ciò le permise di resistere all'assedio di Federico il Grande di Prussia, che insidiò la città per sette settimane nel 1758. 
Il 5 dicembre 1777 con la Bolla pontificia Suprema dispositione di papa Pio VI, una parte del territorio diocesano venne ceduta a Brno per la creazione della sua Diocesi, ma Olomouc venne elevata a Sede arcivescovile.

### Storia moderna
Nel 1848 Olomouc rappresentò un sicuro rifugio per l'imperatore d'Austria in fuga da Vienna in seguito ai moti rivoluzionari austriaci della Primavera dei popoli. Il 2 dicembre 1848, la sala del Trono del palazzo arcivescovile cittadino fu scenario dell'abdicazione dell'Imperatore Ferdinando I d'Austria in favore del giovanissimo Francesco Giuseppe. Nel 1850 Olomouc fu sede di un'importante conferenza tra Austria e Stati tedeschi, chiamata Puntualizzazione di Olmütz. Alla conferenza venne restaurata la Confederazione Tedesca e la Prussia si sottomise all'Austria.
La città fu largamente influenzata dai contatti con l'Austria, soprattutto con Salisburgo. La lingua ufficiale rimaneva comunque il ceco, in particolare nei documenti ecclesiastici del XVIII e XIX secolo. Comunque, a partire dal XX secolo prevalse il tedesco dato che la popolazione era costituita per due terzi da tedeschi. Olomouc rimase racchiusa dalle proprie mura sino al 1888 per decisione del consiglio comunale che preferiva una città più piccola, ma tedesca. L'espansione avvenne dopo la Prima guerra mondiale quando venne costituita la Cecoslovacchia, in cui Olomouc venne compresa.

## Monumenti e luoghi d'interesse

### Edifici religiosi

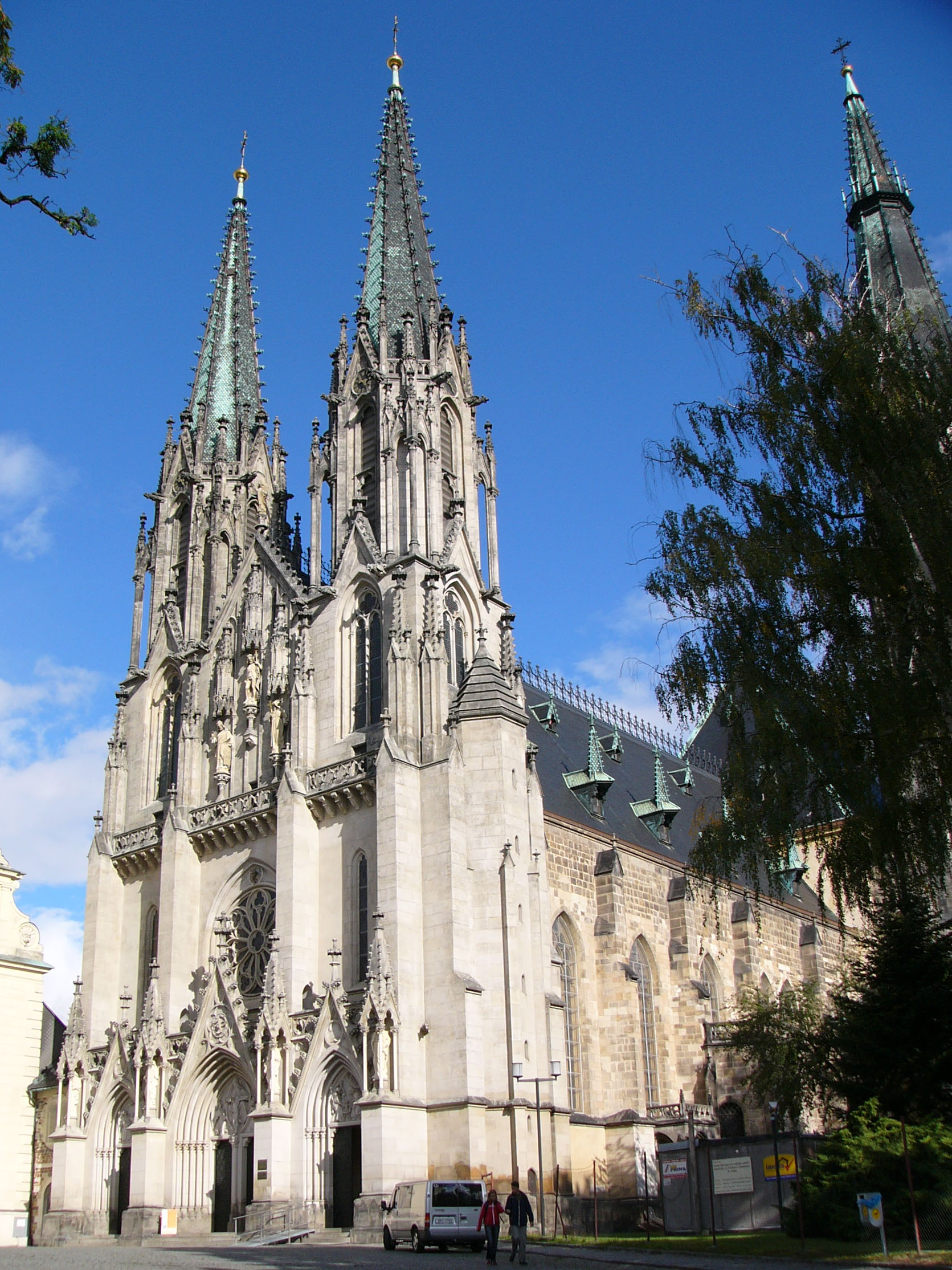
La cattedrale di San Venceslao

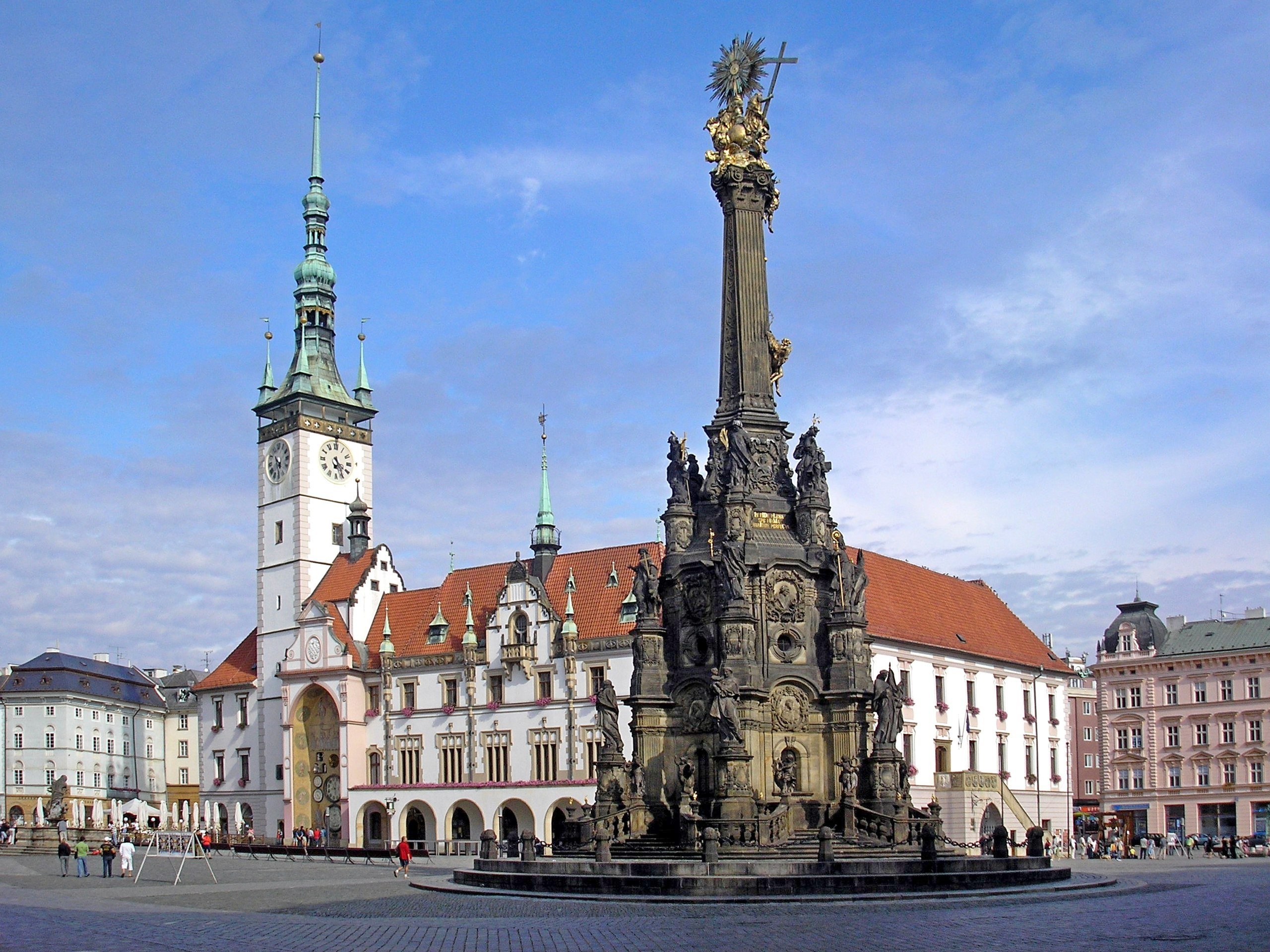
La Piazza Superiore, col Municipio e la Colonna delle Trinità.

- La Colonna della Santissima Trinità. Olomouc è contraddistinta da numerose piazze di notevole estensione, di cui la principale è adornata con la colonna della Santissima Trinità, un monumento dichiarato Patrimonio dell'umanità dall'UNESCO. La colonna è alta circa 35 metri e venne costruita tra il 1716 ed il 1754.
- La cattedrale di San Venceslao. La città è sede di arcidiocesi e la chiesa principale è la cattedrale di San Venceslao. Alla fine del XIX secolo fu ricostruita in forme neogotiche, mantenendo però gran parte della struttura originaria della chiesa, che era già stata ricostruita diverse volte ed in diversi stili (la cripta è romanica, il chiostro è gotico, le cappelle sono barocche).
- La Chiesa di San Maurizio. Struttura tardogotica risalente al XV secolo.
- La Chiesa di San Michele Arcangelo è un importante edificio barocco caratterizzato da tre cupole che si stagliano sull'orizzonte cittadino. Venne rifatta nel XVII secolo insieme all'annesso Convento dei Domenicani.
- La cappella di San Giovanni Sarkander, neobarocca sorge sulle rovine dell'antica prigione della città. Il sacerdote cattolico Giovanni Sarkander venne qui imprigionato all'inizio della Guerra dei Trent'anni e, sebbene torturato, non rivelò il segreto della confessione che incolpava alcune persone di tradimento e morì. Gli strumenti di tortura e la pietra tombale di Sarkander sono qui conservati. Venne canonizzato da Giovanni Paolo II durante una sua visita a Olomouc nel 1995.
- Il monastero di Hradisko è un grande complesso barocco che sorge ai margini della città sulla sommità di una collina.
- La chiesa della Visitazione della Beata Vergine Maria, posta a guardia della città, è una grandiosa chiesa barocca visitata da Giovanni Paolo II che la elevò a basilica minore.

### Edifici civili
- La Piazza Superiore è la piazza principale della città, ove sorgono i principali monumenti.
- Il Municipio di Olomouc è la principale costruzione, che ha sfidato i secoli; completato nel XV secolo, è affiancato su un lato da una cappella gotica, trasformata oggi in museo. La torre del municipio vanta uno splendido orologio astronomico.
- La Vecchia università, fondata nel 1573 e soppressa nel 1860, fu riaperta nel 1946 con il titolo di Università Palacký.
- Palazzo Zdík (o palazzo arcivescovile) e Palazzo dei Přemyslidi, uno dei più preziosi siti romanici dell'Europa Centrale. Si trova all'interno del castello di Olomouc, a fianco della cattedrale di San Venceslao. Costruito a partire dall'anno 1141, per ordine dell'arcivescovo Jindřich Zdík, doveva diventare la sede degli arcivescovi di Olomouc. Dopo la morte di Zdík nel 1150, tuttavia, gli arcivescovi non risiedettero più nel palazzo. Spesso tutto il complesso è designato con il nome di "Palazzo dei Přemyslidi", sebbene la dicitura non sia del tutto corretta perché il vero e proprio palazzo dei Přemyslidi, residenza dei governatori di Olomouc, che erano appunto membri della dinastia dei Přemyslidi, venne costruito più tardi nei pressi della cattedrale e del palazzo Zdík, che venne così inglobato nella costruzione posteriore. Il palazzo è stato profondamente restaurato e conserva pitture murali degli anni 1470-1520 e reperti archeologici dall'VIII secolo in poi. La cappella di San Giovanni Battista era stata costruita poco prima del 1441 e inizialmente doveva servire come biblioteca; fu poi dedicata al culto cristiano e divenne una cappella vera e propria.[3]

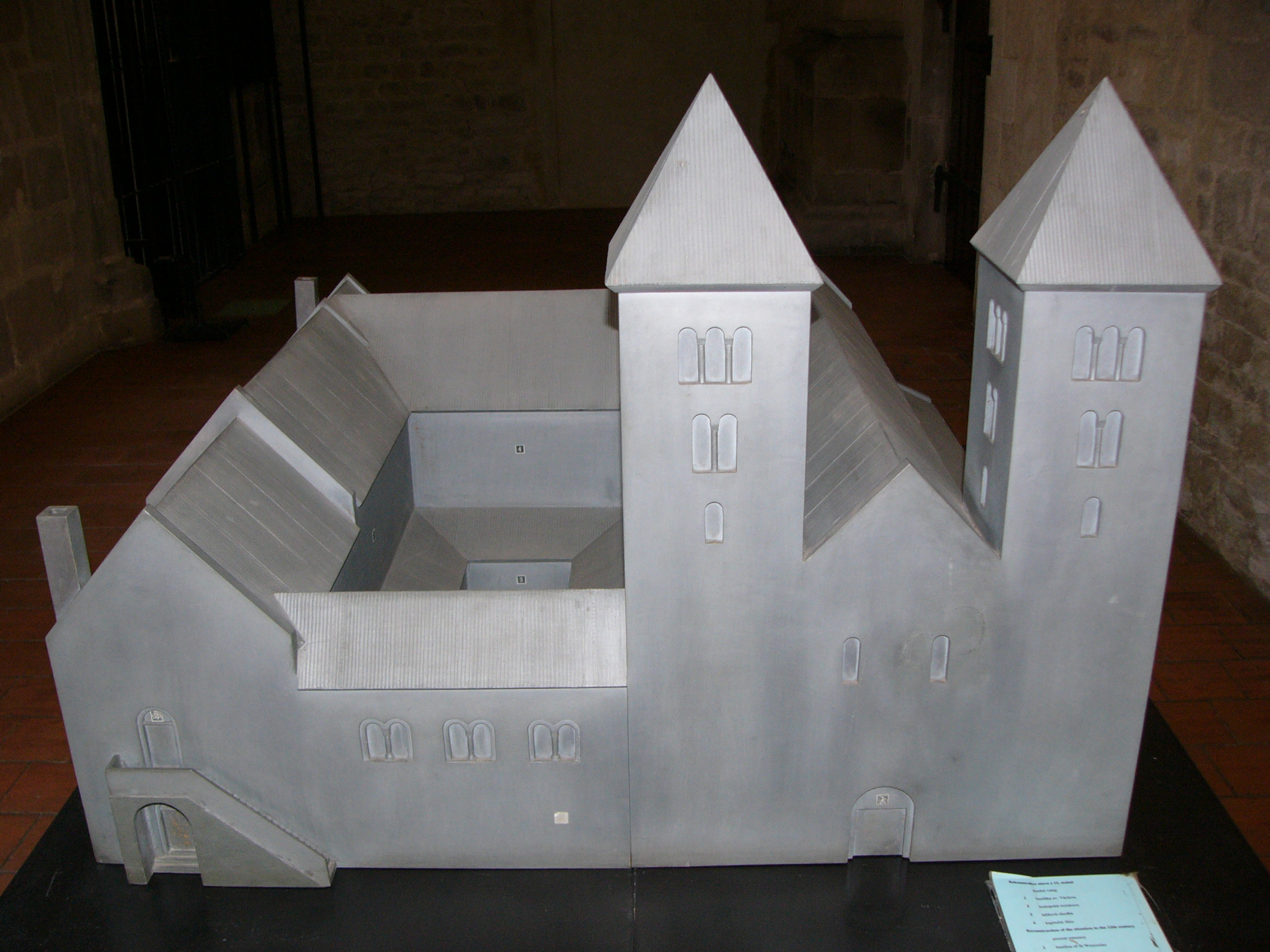
Ricostruzione del palazzo romanico
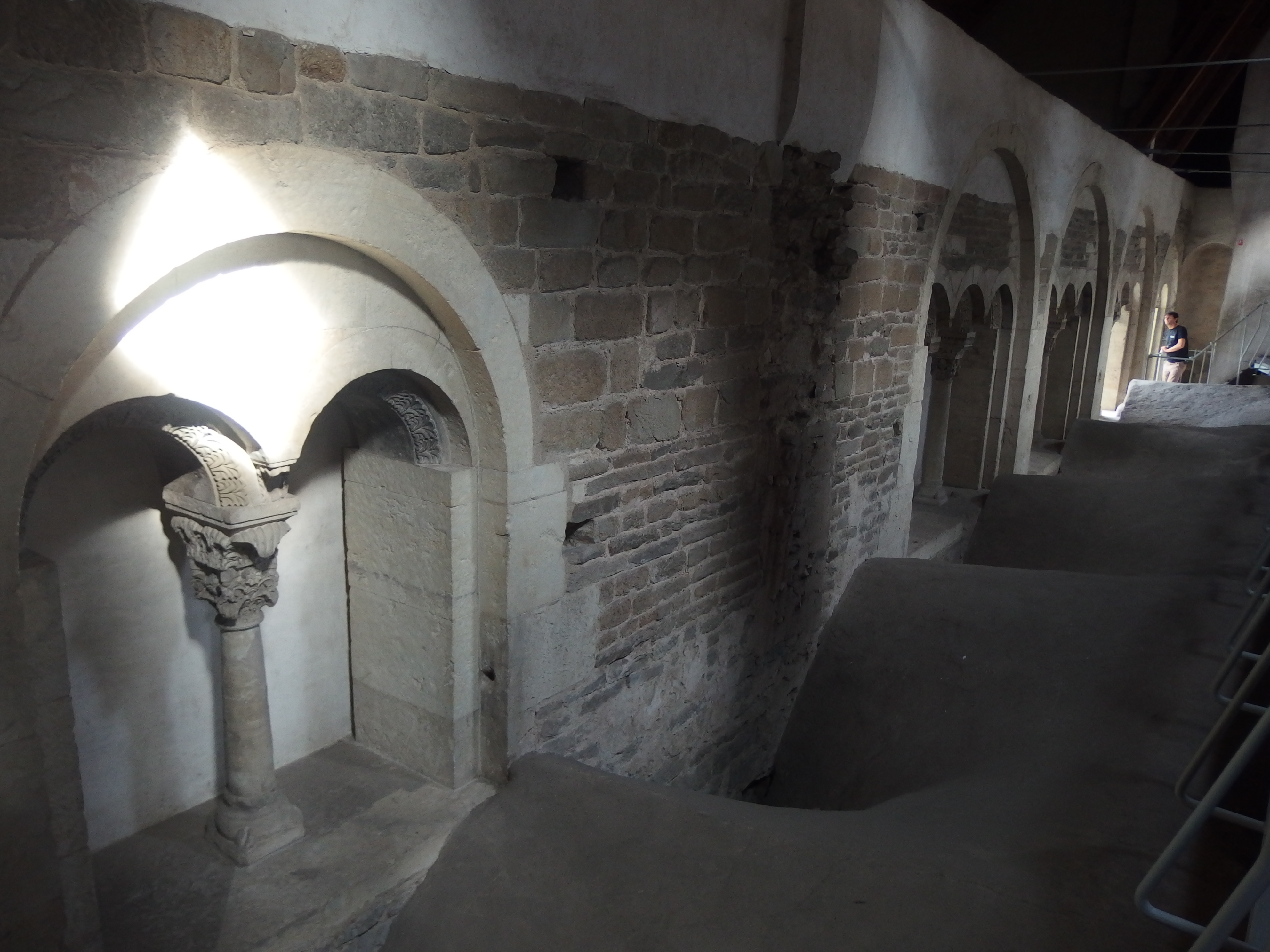
Bifore romaniche
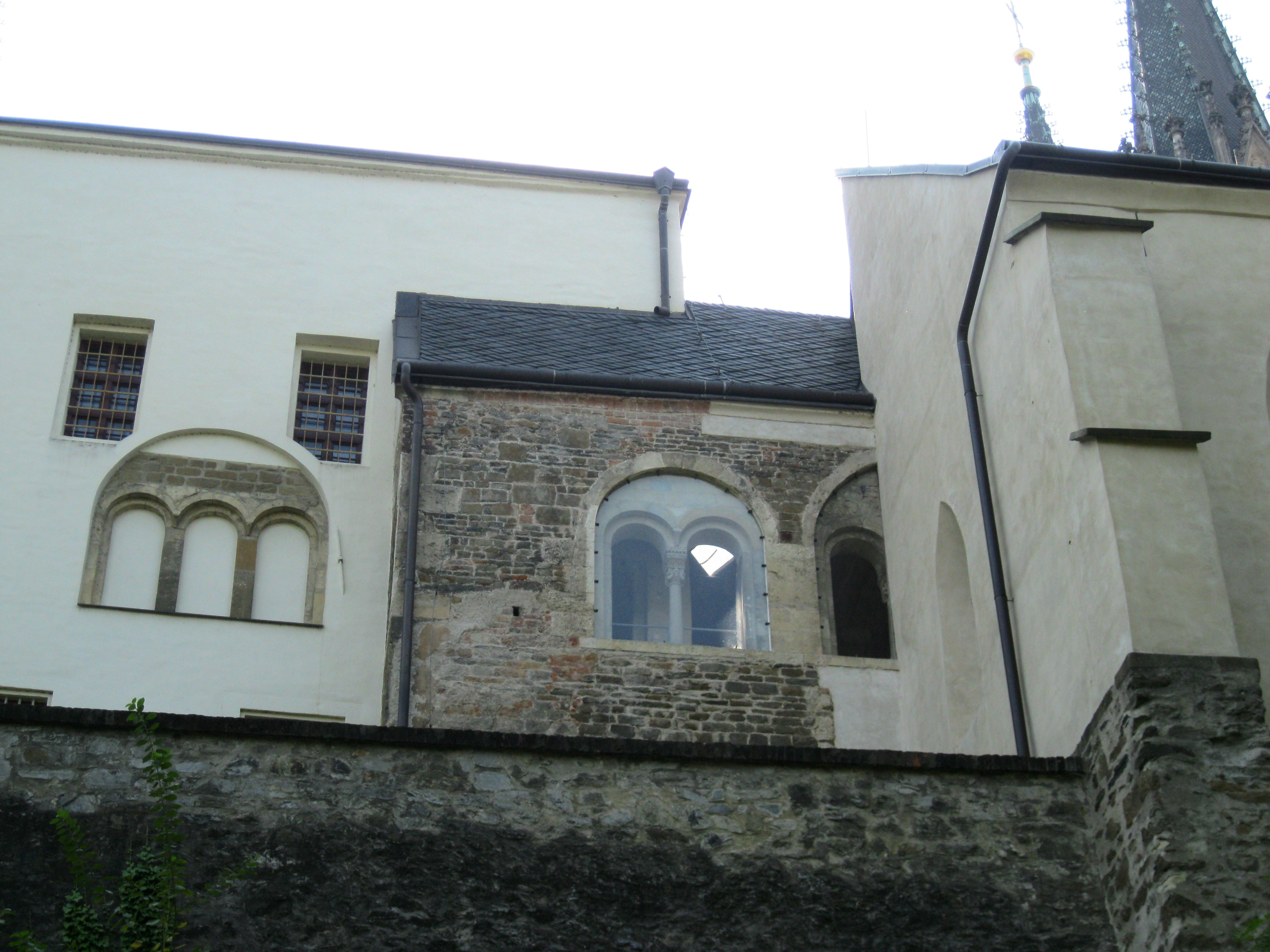
Sovrapposizione di diversi stili nelle fasi costruttive
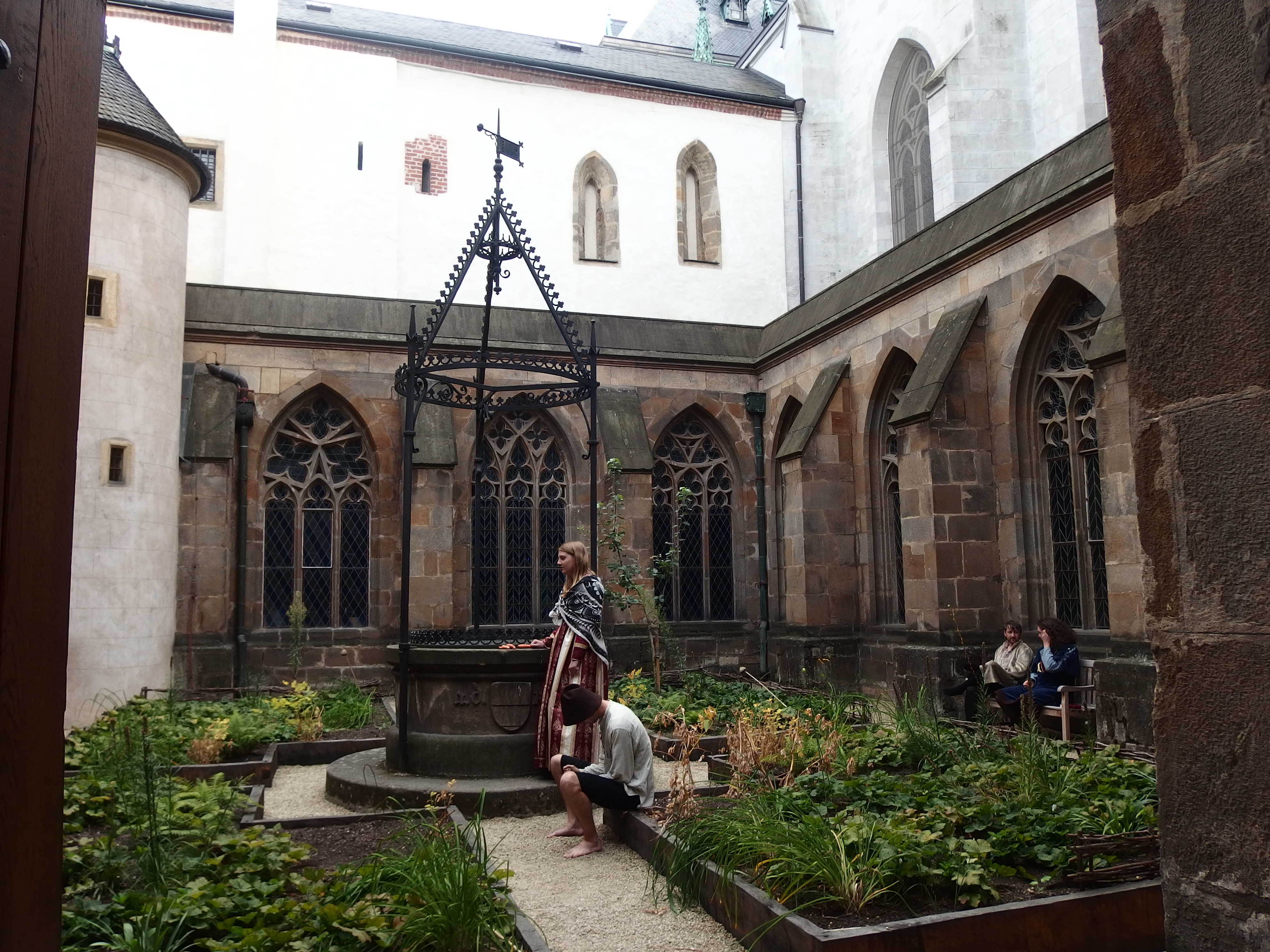
Chiostro
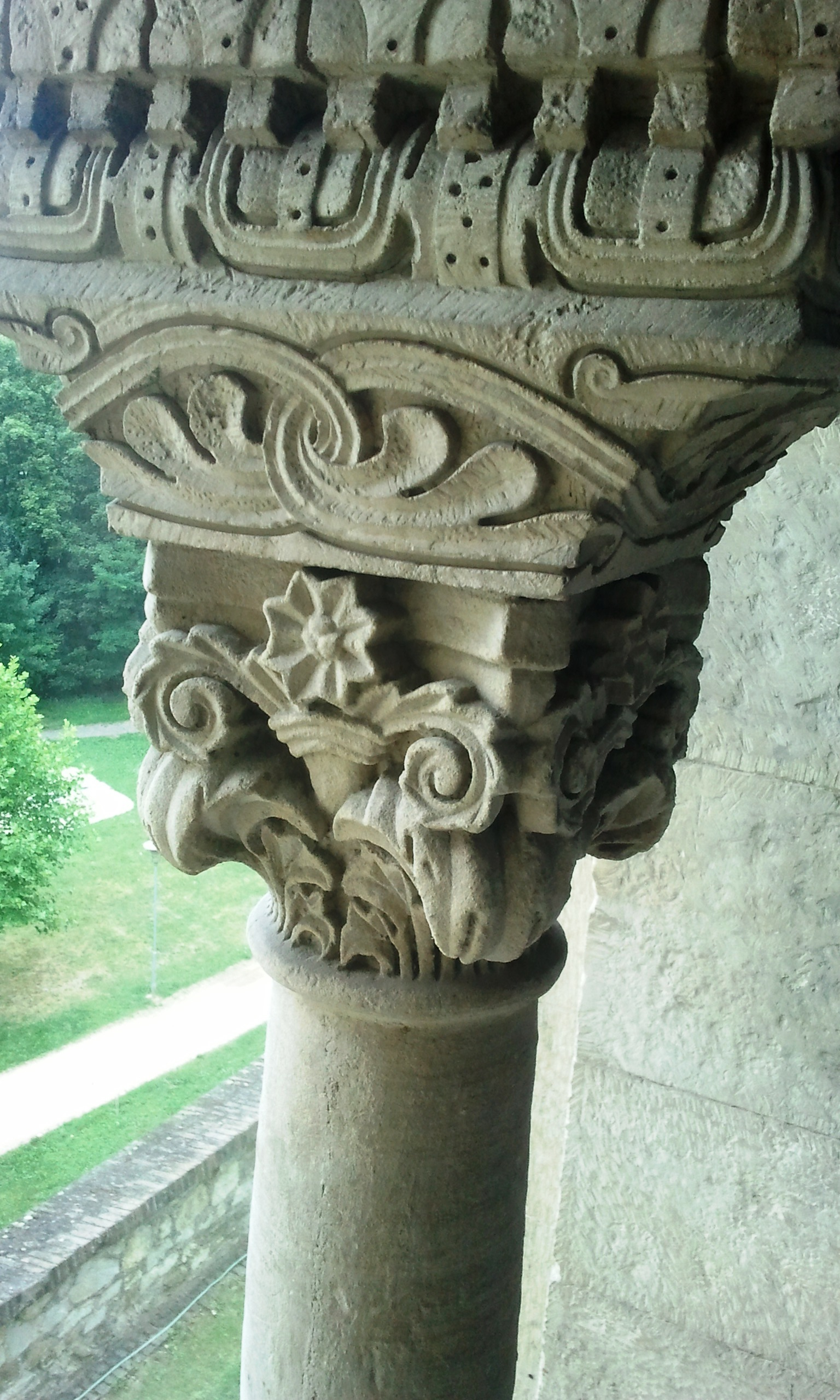
Capitello romanico
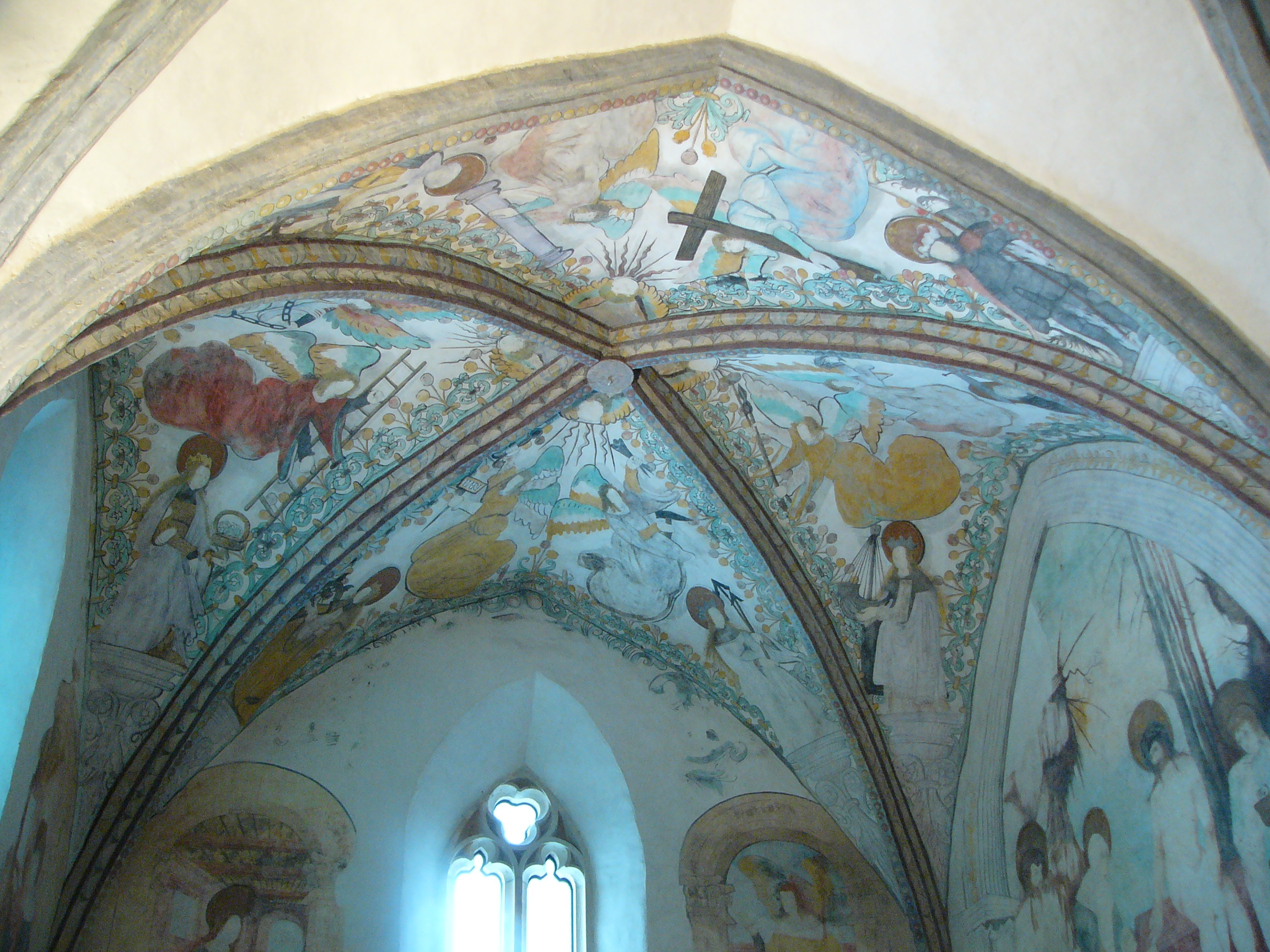
Affreschi quattrocenteschi nella cappella di San Giovanni Battista

### Fontane barocche
Olomouc è famosa anche per le sei fontane barocche che adornano la città. Al contrario di molte altre città europee, Olomouc conserva infatti molte fontane che non furono mai rimosse, perché ritenute una valida riserva d'acqua in caso di incendio. Per la loro decorazione furono utilizzati motivi di ascendenza romana. Cinque di queste rappresentano divinità romane come Giove, Mercurio, Tritone, Nettuno e Ercole, e una rappresenta Giulio Cesare, il leggendario fondatore della città.

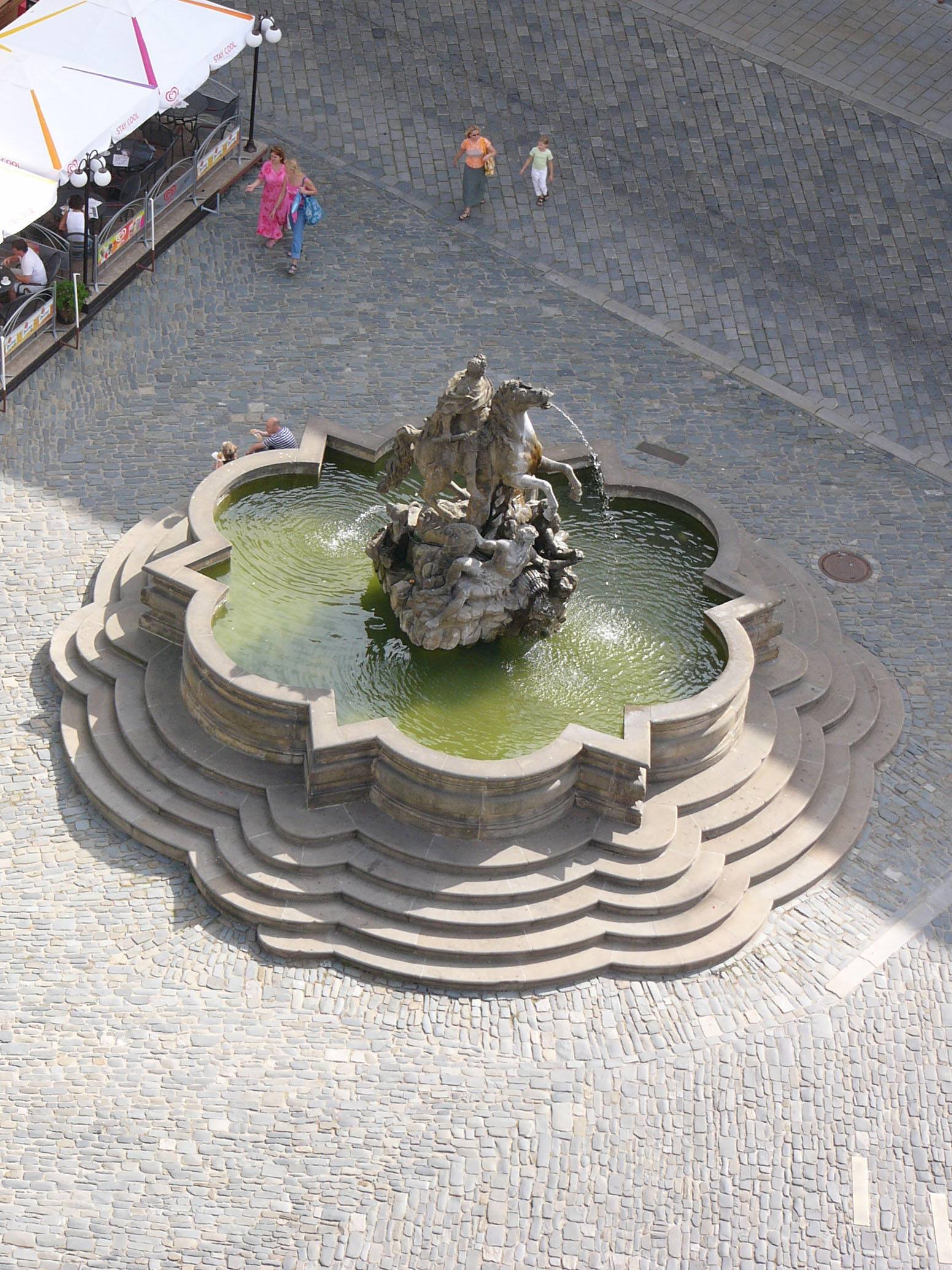
La fontana di Giulio Cesare
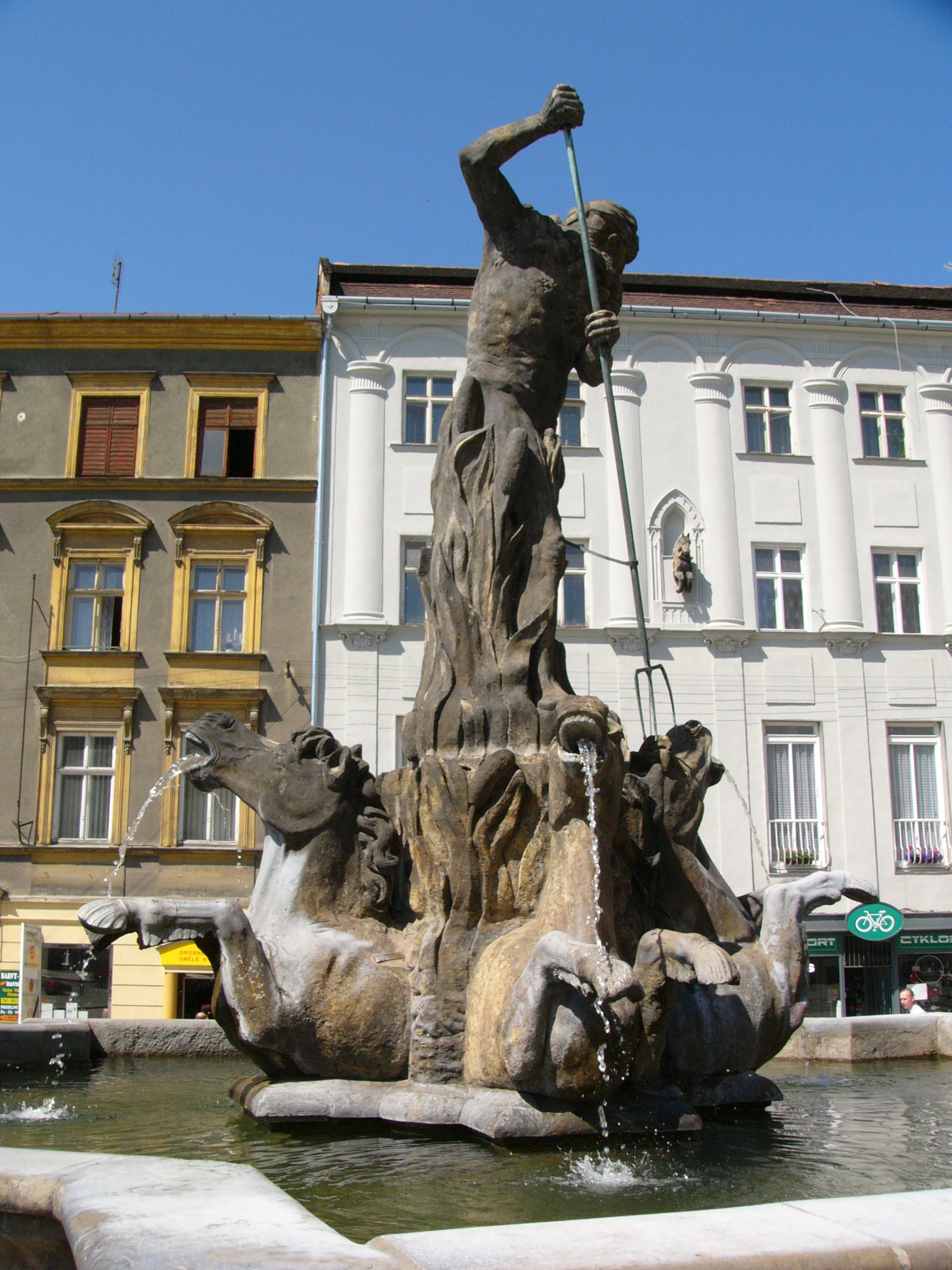
La fontana di Nettuno
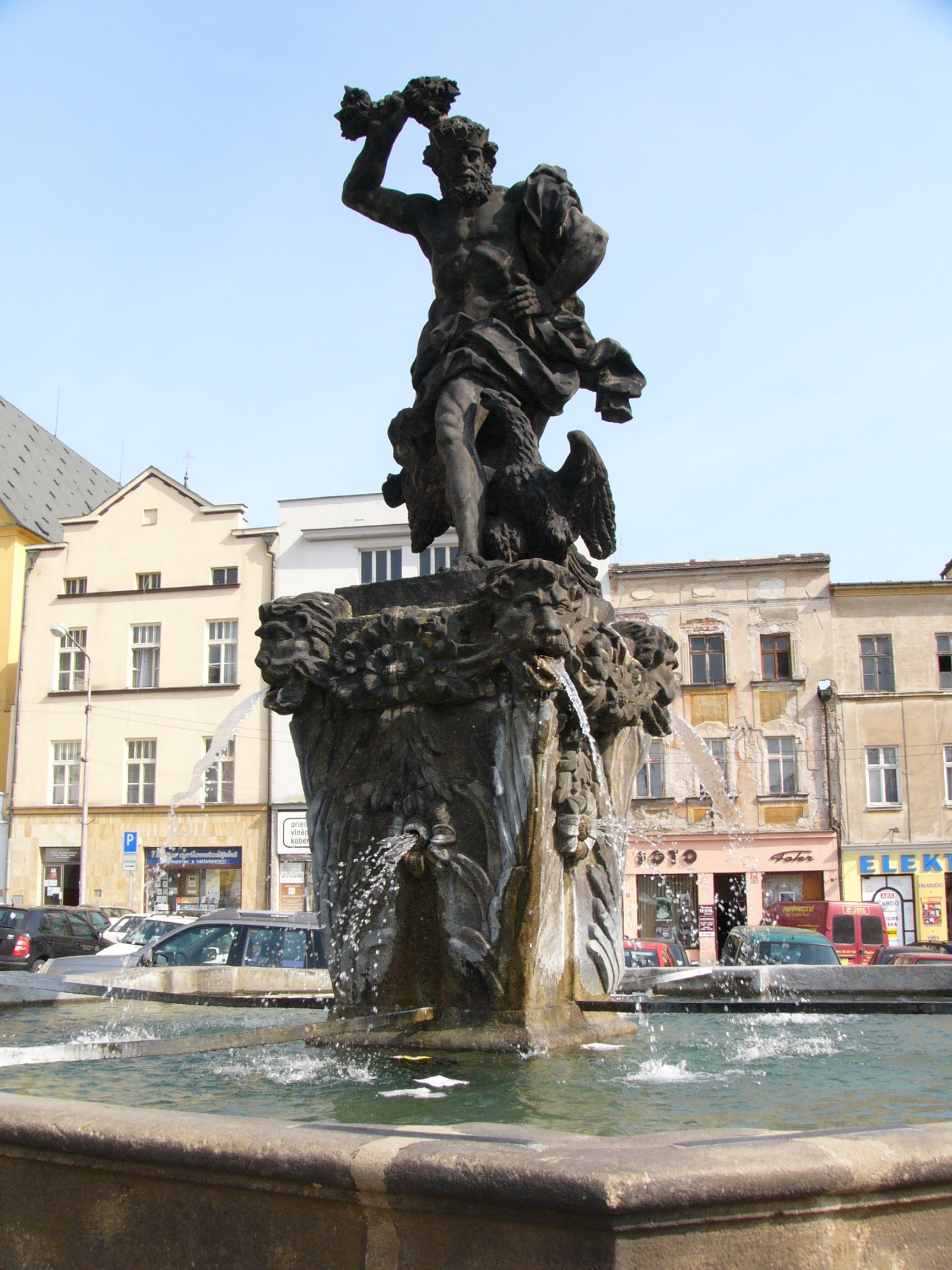
La fontana di Giove
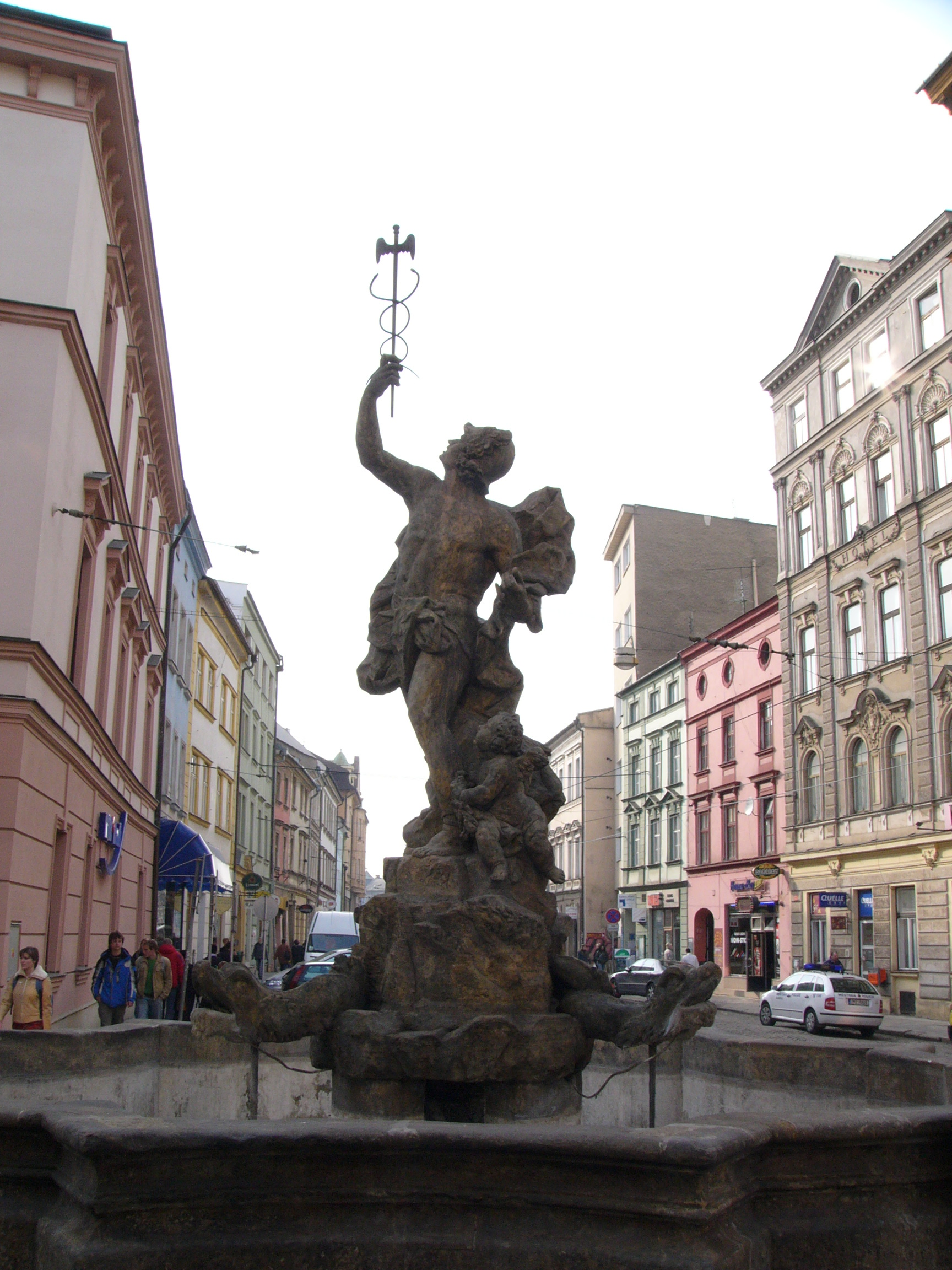
La fontana di Mercurio
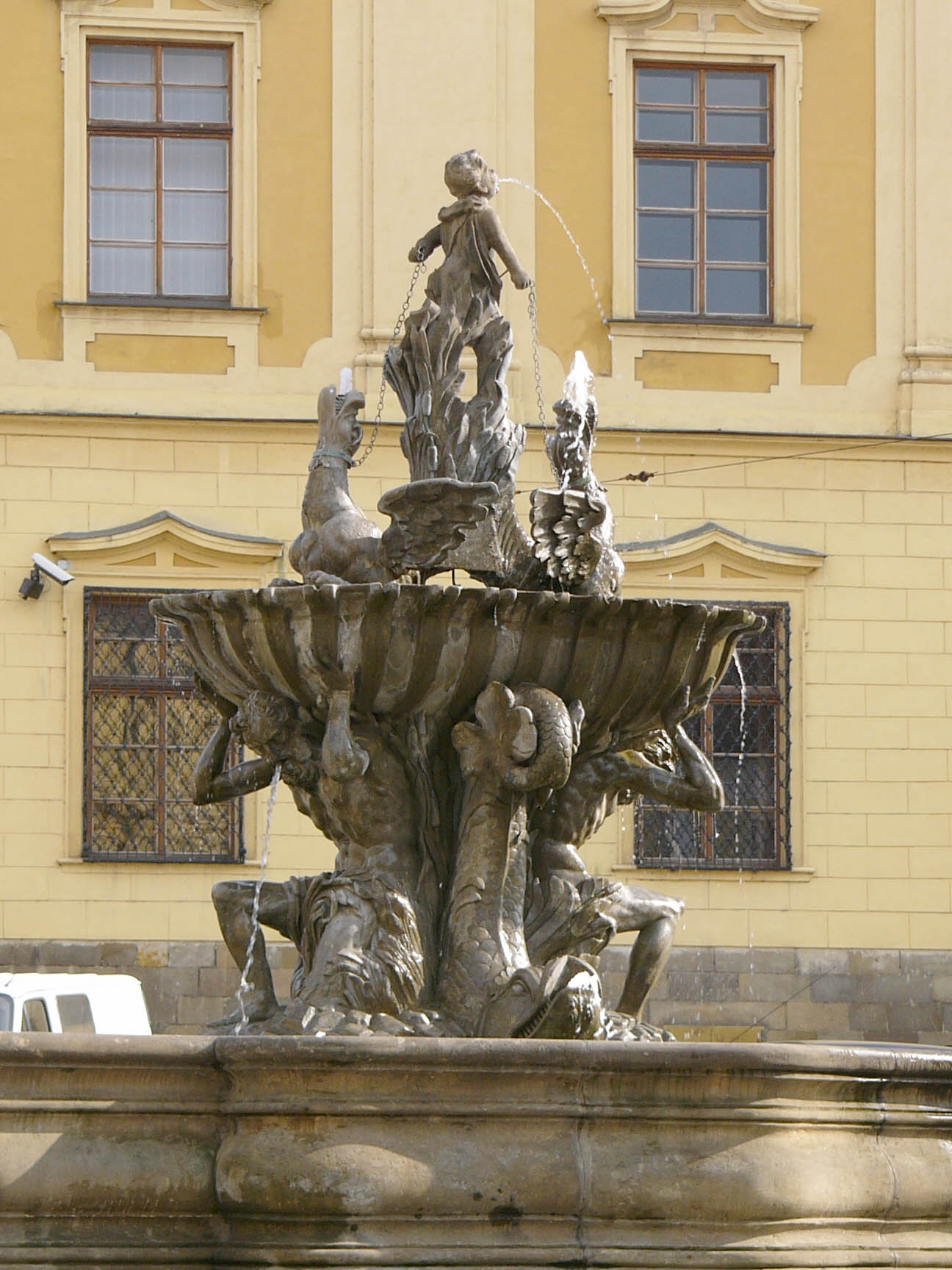
La fontana di Tritone
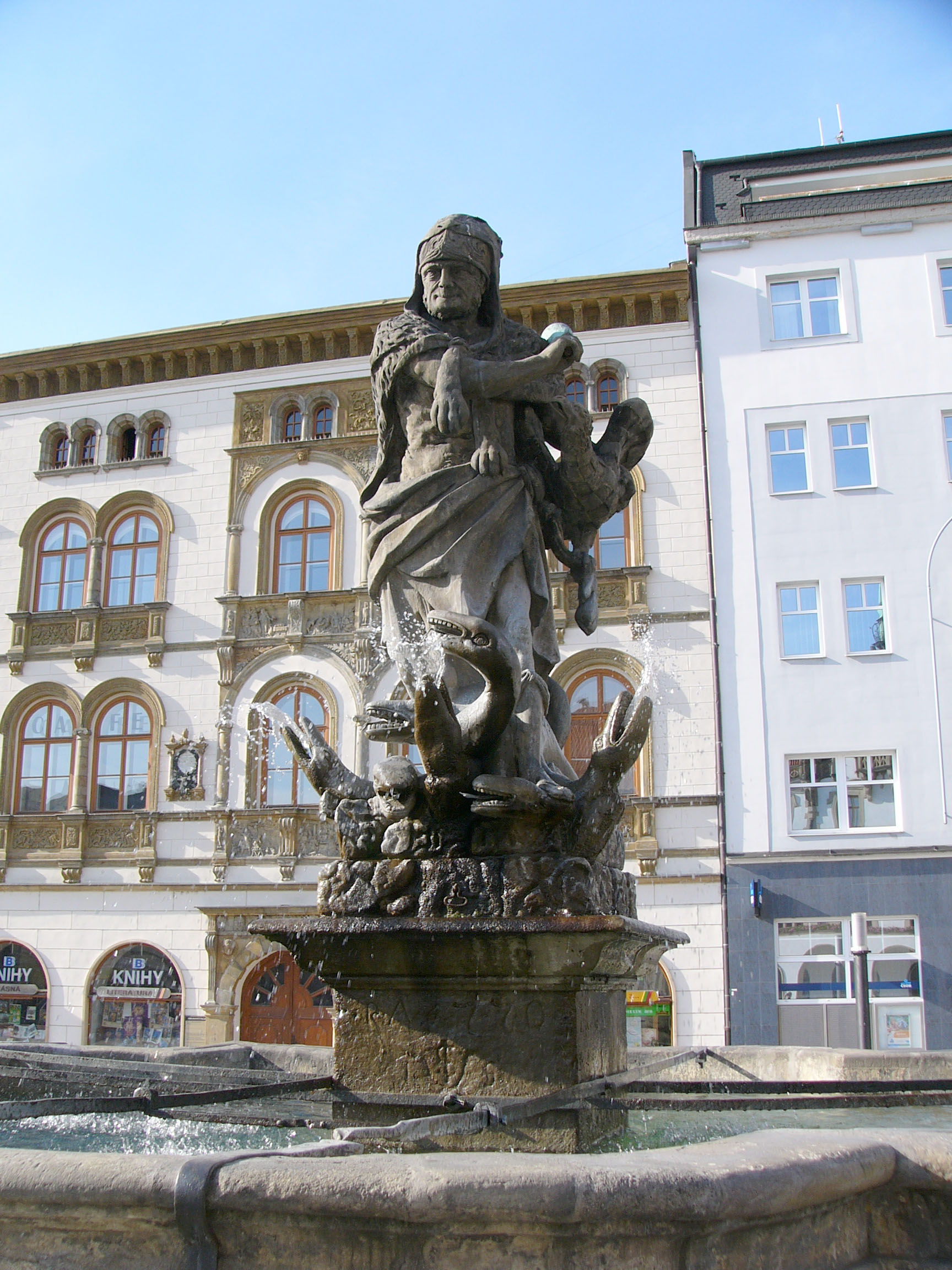
La fontana di Ercole

## La comunità ebraica

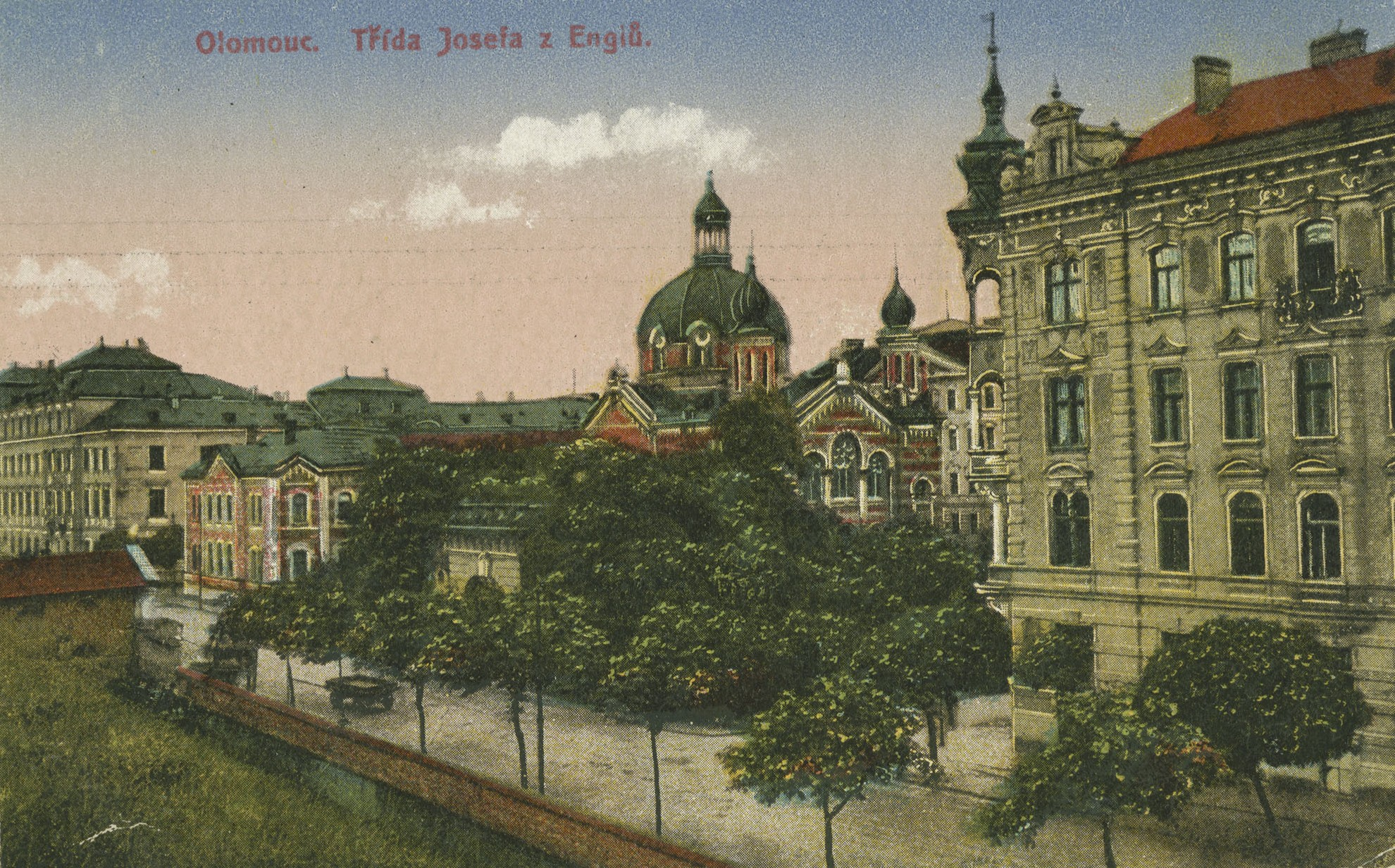
La Sinagoga di Olomouc all'inizio del XX secolo.

Una comunità ebraica si stabilì a Olomouc a partire dal 906, ma venne relegata in un ghetto nel 1060 ed obbligata a portare una particolare stella gialla a sei punte (tradizione più tardi ripresa dal nazismo). L'ordine di espulsione, emanato nel 1454, venne ritirato nel 1848, dopo la rivoluzione. La sinagoga di Olomouc venne costruita nel 1897, con una popolazione di 1 676 ebrei, ma venne distrutta durante la sanguinosa Notte dei cristalli, il 10 novembre 1938.

## Sport
Le principali attività sportive ad Olomouc sono rappresentate dalle squadre della città:
- Sportovní Klub Sigma Olomouc - squadra calcistica
- HC Olomouc - squadra di hockey
- Skokani Olomouc - squadra di baseball
- 1. HFK Olomouc - squadra calcistica
- DHK Olomouc - club di pallamano femminile

In particolare il Sigma Olomouc vanta diverse apparizioni nelle competizioni calcistiche europee.

## Amministrazione

### Gemellaggi
- Antony, dal 1989
- Lucerna
- Nördlingen
- Pécs
- Owensboro
- Subotica
- Tampere
- Veenendaal
- Firenze, dal 1998 ("Patto d'amicizia")[4]